# Wilfrid Philip Ward

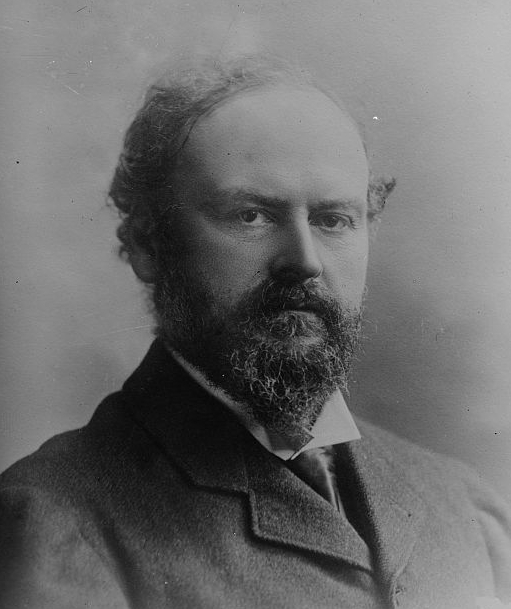
Wilfrid Philip Ward.

Wilfrid Philip Ward, född 1856 i Ware, Hertfordshire, död 1916, var en engelsk essayist och biograf, son till William George Ward.
Han studerade vid St. Edmund's College på hemorten, vid Ushaw College i Durham och vid Gregorianska universitetet i Rom.  Därefter arbetade han vid olika utbildningsinstitutioner i Storbritannien. Han redigerade Dublin Review och lämnade bidrag till andra tidskrifter, som Edinburgh Review, Quarterly Review och Contemporary Review.